# De tre tenorerna
De tre tenorerna (The three tenors) var en konstellation operasångare bestående av Plácido Domingo, José Carreras och Luciano Pavarotti. Trion framträdde för första gången den 7 juli 1990 i Caracallas termer i Rom. Zubin Mehta dirigerade Orchestra del Maggio Musicale Fiorentino och Orchestra del Teatro dell'Opera di Roma i en konsert som ursprungligen var tänkt att samla in pengar till Carreras leukemistiftelse.
De tre artisterna sjöng dessutom tillsammans i samband med tre världsmästerskap i fotboll; på Dodger Stadium i Los Angeles i USA 1994, Champ de Mars i närheten av Eiffeltornet i Paris i Frankrike 1998 och Yokohama i Japan 2002. De uppträdde även i andra städer i världen, oftast på stora arenor.
Tenorerna gav ut flera album tillsammans; bland annat tre album från konserterna, ett julalbum och ett samlingsalbum.
De tre tenorernas framgångar har även lett till ett antal liknande konstellationer som De irländska tenorerna, De tre kanadensiska tenorerna, De tio tenorerna, De tre tenorerna och en sopran, Tre sopraner, De tre countertenorerna, De Fyra tenorerna i Älta, samt De tre kinesiska tenorerna.

## Diskografi
- 1990 – The three tenors
- 1994 – The 3 tenors in concert 1994
- 1998 – The three tenors: Paris 1998
- 2000 – The three tenors christmas
- 2002 – The best of the three tenors